# Lotharingien
Stratigraphie
Sinémurien inférieur Carixien
Le Lotharingien est le sous-étage supérieur du Sinémurien, qui est lui-même un étage du Jurassique inférieur (Lias), succédant à l’Hettangien et précédant le Pliensbachien. Son âge est compris entre environ −195 millions d'années (indicatif) et −190,8 millions d'années. Sa durée, significative pour un sous-étage du Jurassique, est de l'ordre de 4 millions d'années.

## Historique
Le nom de ce sous-étage a été donné en 1911 par le géologue et paléontologue français Gustave Émile Haug. Haug plaçait la base du sous-étage au début de la biozone d’ammonites à Caemisites turneri (voir tableau).
Le Colloque du Jurassique à Luxembourg en 1962 est revenu à la définition de Carl Albert Oppel (1856-1858) pour la base de ce sous-étage,, en le replaçant au début de la zone à Asteroceras obtusum, comme indiqué dans le tableau ci-dessous.

## Étymologie
Le nom de Lotharingien a été donné par Haug en référence aux affleurements du Sinémurien supérieur de Lorraine.
Le terme de sous-étage Lotharingien est surtout utilisé en Europe continentale. La partie inférieure du Sinémurien qui est de fait le sous-étage inférieur du Sinémurien n’est pas nommé par l'Union internationale des sciences géologiques (UISG).

## Subdivisions
| Étage      | Sous-étage               | Zone         |
| ---------- | ------------------------ | ------------ |
| Sinémurien | supérieur = Lotharingien | Raricostatum |
| Sinémurien | supérieur = Lotharingien | Oxynotum     |
| Sinémurien | supérieur = Lotharingien | Obtusum      |
| Sinémurien | inférieur                | Turneri      |
| Sinémurien | inférieur                | Semicostatum |
| Sinémurien | inférieur                | Bucklandi    |